# Peglio (Marken)

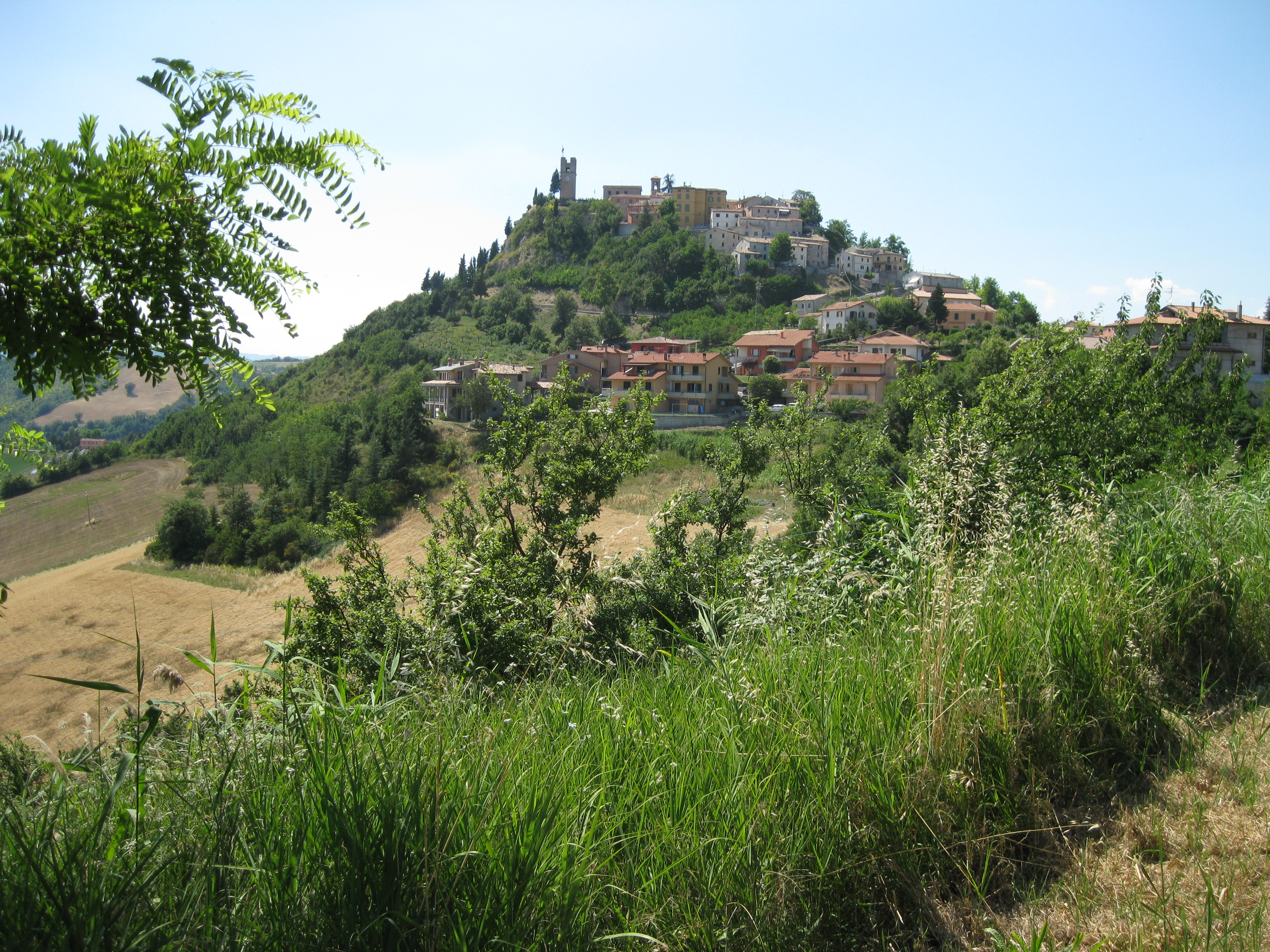
Peglio

Peglio (im gallomarchesischen Dialekt: el Pèi) ist eine italienische Gemeinde (comune) mit 646 Einwohnern (Stand 31. Dezember 2023) in der Provinz Pesaro und Urbino in den Marken. Die Gemeinde liegt etwa 41 Kilometer südwestlich von Pesaro und etwa zwölf Kilometer westsüdwestlich von Urbino am Metauro und gehört zur Comunità montana Alto e Medio Metauro. 

## Verkehr
Am südlichen Rand der Gemeinde führt die Strada Statale 73bis di Bocca Trabaria von San Giustino nach Fano.